# Bradley Pierce
Bradley Michael Pierce, född 23 oktober 1982 i Glendale, Arizona, är en amerikansk skådespelare.
Han har gjort rösten till Chip i filmen Skönheten och odjuret och Tails i TV-serien Sonic the Hedgehog. Han har också spelat Peter Shepherd i Jumanji och Peter Lender i Lånarna.

## Filmografi (i urval)
- 1991 – Skönheten och odjuret (röst)
- 1993–1994 – Den lilla sjöjungfrun (TV-serie) (röst)
- 1993–1994 – Sonic the Hedgehog (TV-serie) (röst)
- 1995 – Jumanji
- 1997 – Lånarna
- 2002 – Tillbaka till landet Ingenstans (röst)